# Пофам, Хоум
Сэр Хоум Риггс Пофам (12 октября 1762, Гибралтар, Британские заморские территории — 11 сентября 1820, Челтнем, Глостершир) — британский контр-адмирал эпохи Наполеоновских войн, учёный и парламентарий (1804—1812). Рыцарь Ордена Бани.

## Биография
Родился пятнадцатым ребёнком в семье британского консула в одном из городов Марокко Джозефа Пофама. Мать Пофама скончалась через час после его появления на свет. Через девять месяцев отец мальчика женился на другой женщине и та взяла на себя заботу о детях от его предыдущего брака, как и о новых. В 1769 году Джозеф был вынужден уйти в отставку после ссоры с императором Марокко, в которой британское правительство обвинило именно его. Ссора произошла при обсуждении вопросов пиратства. Семья вернулась в Англию, отец Хоума не дождался новых назначений, получив лишь пенсию в 200 фунтов в год, которой не хватало на покрытие долгов.
Хоум служил на флоте во время Войны за независимость США, затем попал в плен к французам, но оказался обменян и продолжил службу. В 1783 году он был повышен до лейтенанта и участвовал в патрулировании у побережья Африки.
Затем он занимался торговыми операциями в восточных морях, сражался во время войн с Францией.
Создал сигнальный код, с 1803 года применявшийся британским флотом. Принимал участие в командовании вторжением в испанские колонии в Южной Америке. Кампания закончилась провалом и Хоум предстал перед военным судом, однако уже вскоре вернулся к командованию.
В 1809 году он стал командиром корабля «HMS Venerable», которым успешно командовал в ходе Пиренейской войны. В 1812 и 1813 годах его корабль крейсировал вдоль северного побережья Испании, где содействовал испанским партизанам-герильясам, преследовавшим отступающие французские войска и штурмовавшим французские опорные пункты на Баскском побережье, в то время как герцог Веллингтон во главе армии продвигался через Испанию по суше. За свои заслуги в этой компании Хоум Пофам был произведён в контр-адмиралы (1814) и сделан рыцарем (кавалером) Ордена Бани (1815). Кроме того, в 1818 году он стал кавалером Королевского Гвельфского ордена.
Скончался 20 сентября 1820 года в Челтенхеме, оставив после себя большую семью.